# Salif Ballo
Pour les articles homonymes, voir Ballo.
Salif Ballo est un footballeur malien né le 22 août 1988 à Bamako et jouant au poste d'attaquant.

## Biographie
Il a été sélectionné pour participer à la coupe d'Afrique des Nations en 2011, avec le Mali.

## Carrière
- 2007-2011 : AS Real Bamako ( Mali)
- 2011-2012 : FK Khazar Lankaran ( Azerbaïdjan)
- 2012-2013 : PFK Turan Tovuz ( Azerbaïdjan)
- 2013-2014 : FK Simurq Zaqatala ( Azerbaïdjan)
- 2014-2015 : MO Béjaïa puis ASM Oran ( Algérie)[2]